# Spišská Kapitula
Spišská Kapitula  (Hungary: Szepeshely hoặc Szepesi Káptalan; đều có nghĩa là "Nhà tăng hội Spiš") là một thị trấn giáo hội được bảo tồn đặc biệt tốt ở ngoại ô Spišské Podhradie, Slovakia và nhìn ra Lâu đài Spiš. Nó là một phần của Di sản thế giới "Levoča, Lâu đài Spiš và các di tích văn hóa liên quan" được UNESCO công nhận từ năm 1993.
Thị trấn bao gồm Nhà thờ Thánh Martinô, một tu viện cũ có một con phố duy nhất được xây dựng từ thời Trung Cổ và được bao quanh bởi một bức tường. Cổng dưới của nó có tầm nhìn bao quát ra Lâu đài Spiš nằm ở ngọn đồi đối diện. Spišská Kapitula đã trở thành trụ sở chính của cơ quan quản lý giáo hội trong khu vực vào thế kỷ 12. Năm 1776, nó trở thành trụ sở của Giáo phận Spiš.

## Lịch sử
Thị trấn bao gồm Nhà thờ Thánh Martinô trước đây là một tu viện với một con phố duy nhất, tất cả đều được xây dựng từ thời Trung Cổ và được bao bọc bởi một bức tường. Cổng dưới cho tầm nhìn bao quát ra Lâu đài Spiš, nằm trên một ngọn đồi đối diện.
Nhà thờ được xây dựng từ thế kỷ 13 đến 15 theo kiến trúc Romanesque và Gothic. Đây là một trong những di tích La Mã lớn nhất và thú vị nhất ở Slovakia. Nó có chứa nhiều bệ thờ chạm khắc thời Trung Cổ và là nơi yên nghỉ của nhiều lãnh chúa lâu đài Spiš. Những bia mộ bằng đá cẩm thạch được chạm khắc vào thế kỷ 15 của các thành viên gia tộc Zápolya có chất lượng đặc biệt. Một bức tranh treo tường được phục hồi gần đây có niên đại từ năm 1317 mô tả lễ đăng quang của vua của Hungary Károly I.
Nhà thờ Thánh Martinô là một nhà thờ giáo xứ được xây dựng vào thế kỷ 13 với một gian giữa ở trung tâm có hai lối đi và một gian ngang. Đây cũng là nơi lưu giữ thi hài của giám mục Ján Vojtašák (1877-1965) từ năm 2003.

## Hình ảnh

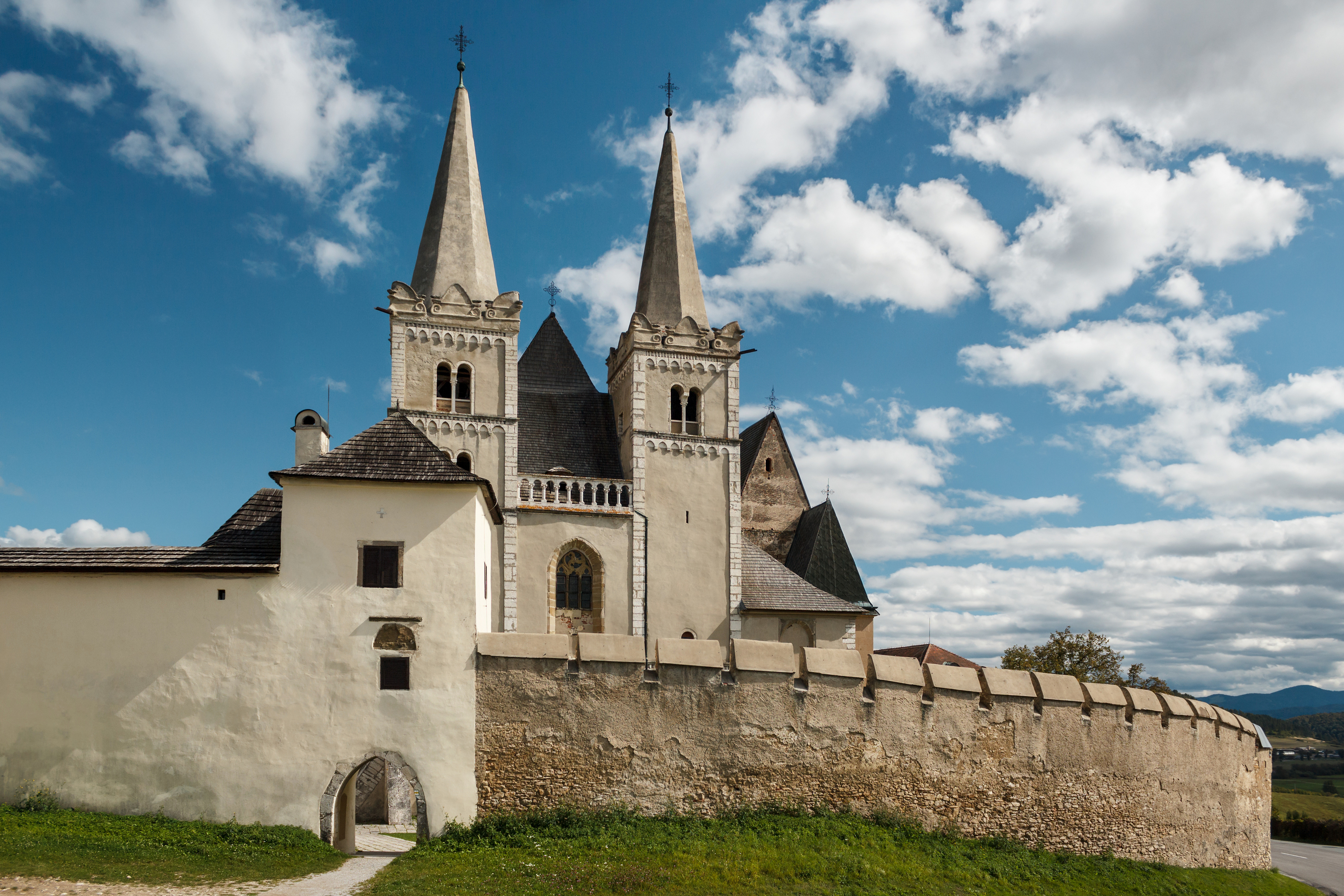
Spišská kapitula
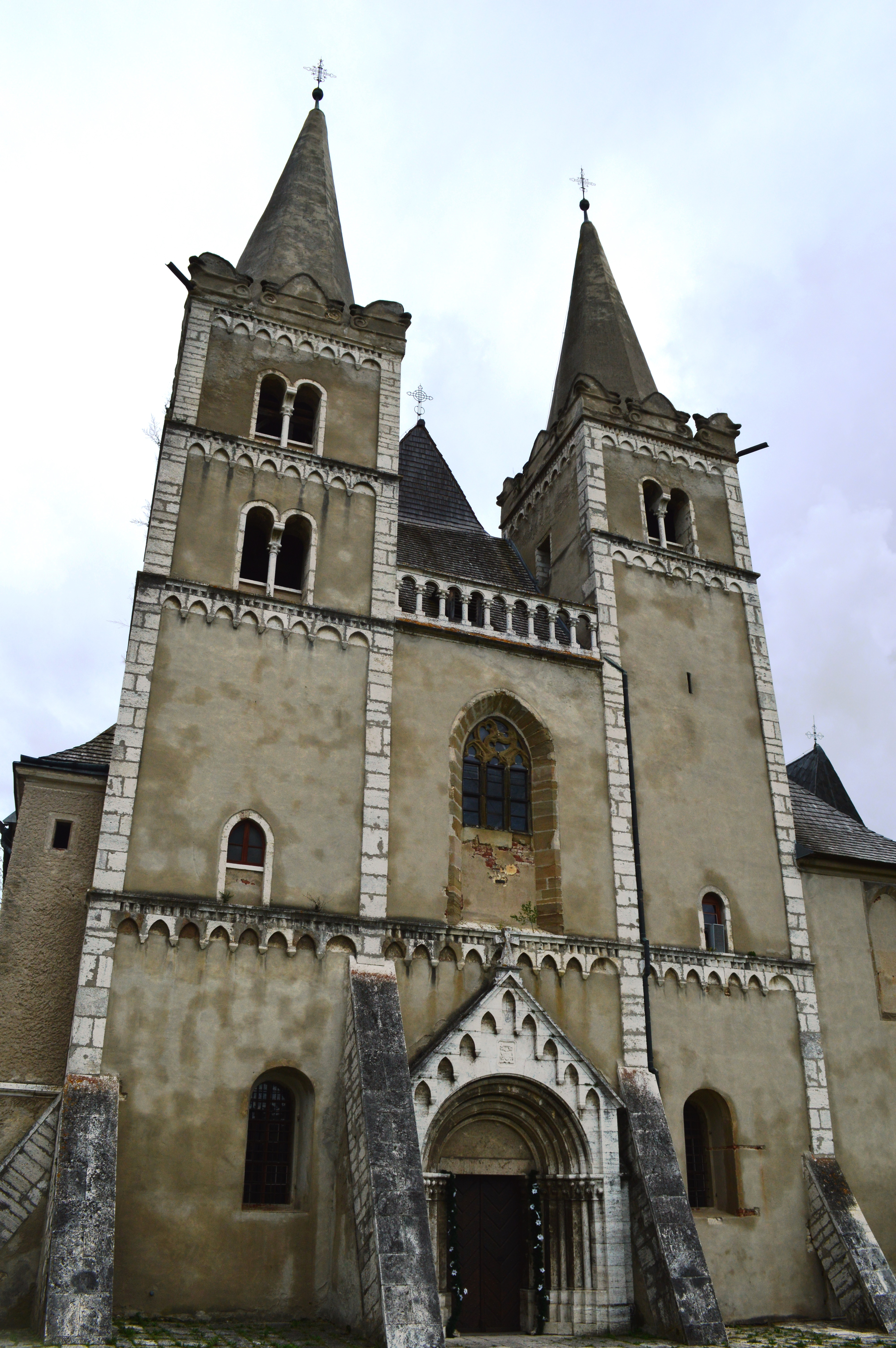
Spišská Kapitula - mặt trước nhà thờ
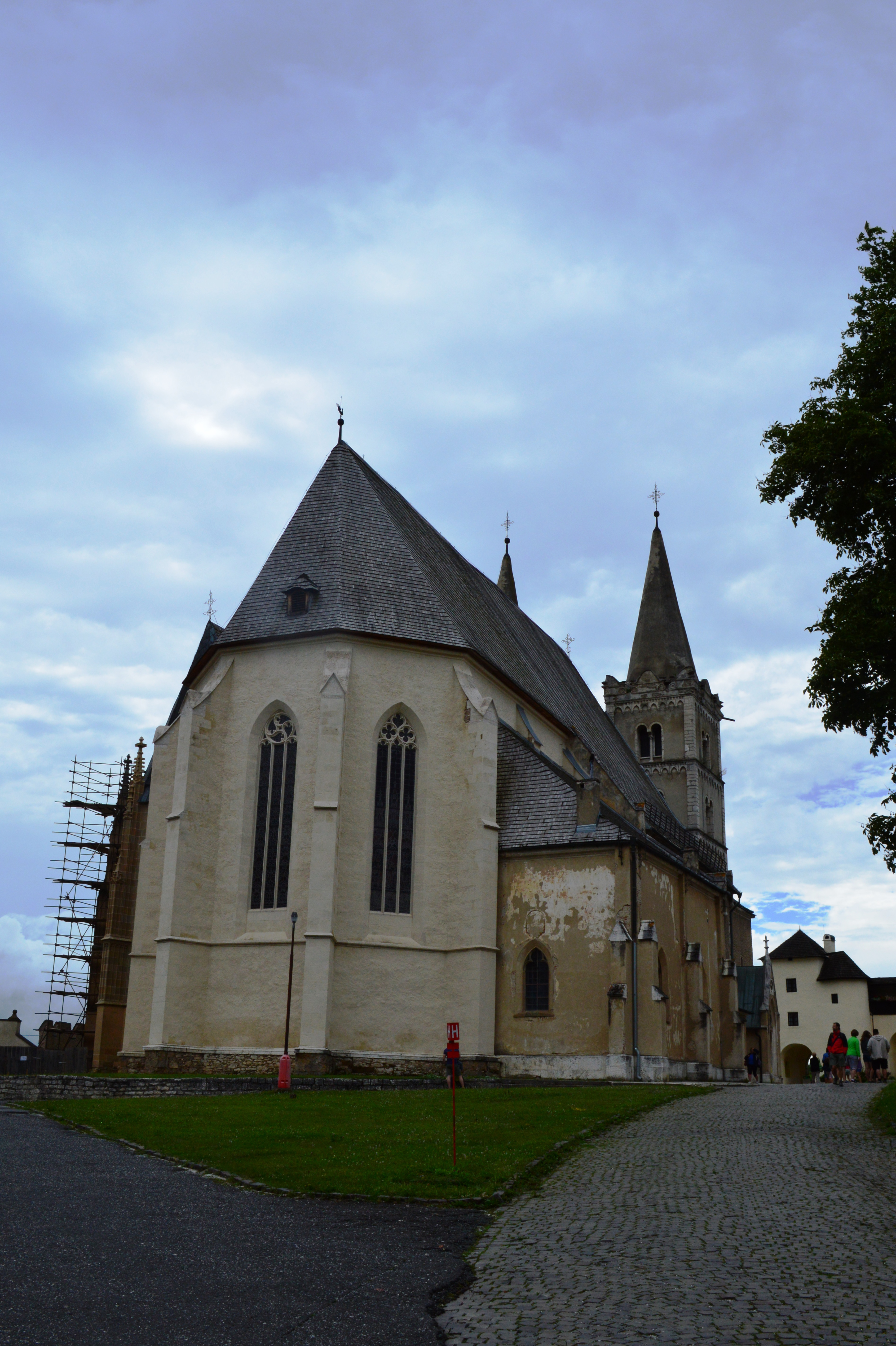
Spisska Kapitula - hậu cung
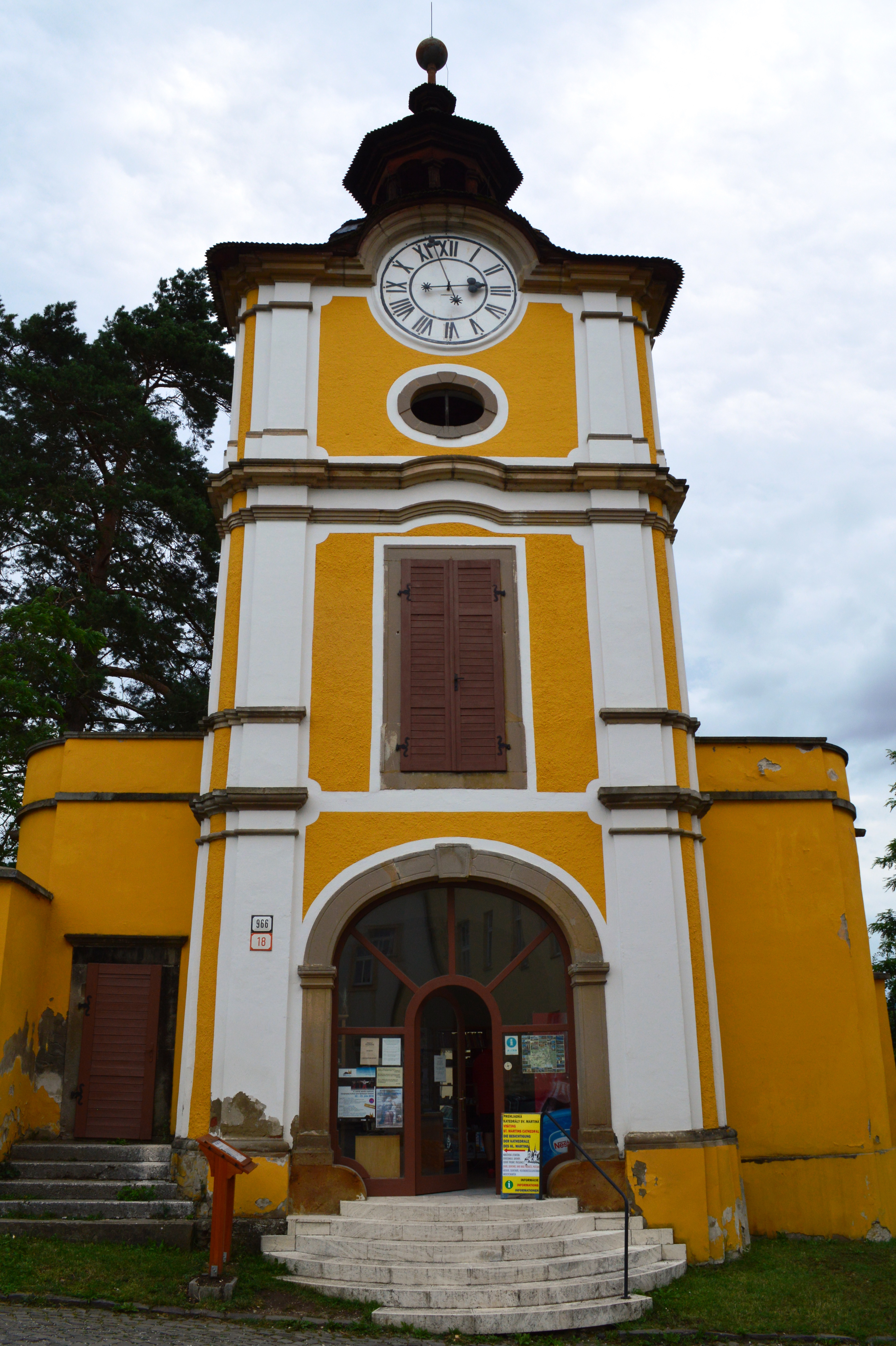
Spišská Kapitula - tháp chuông
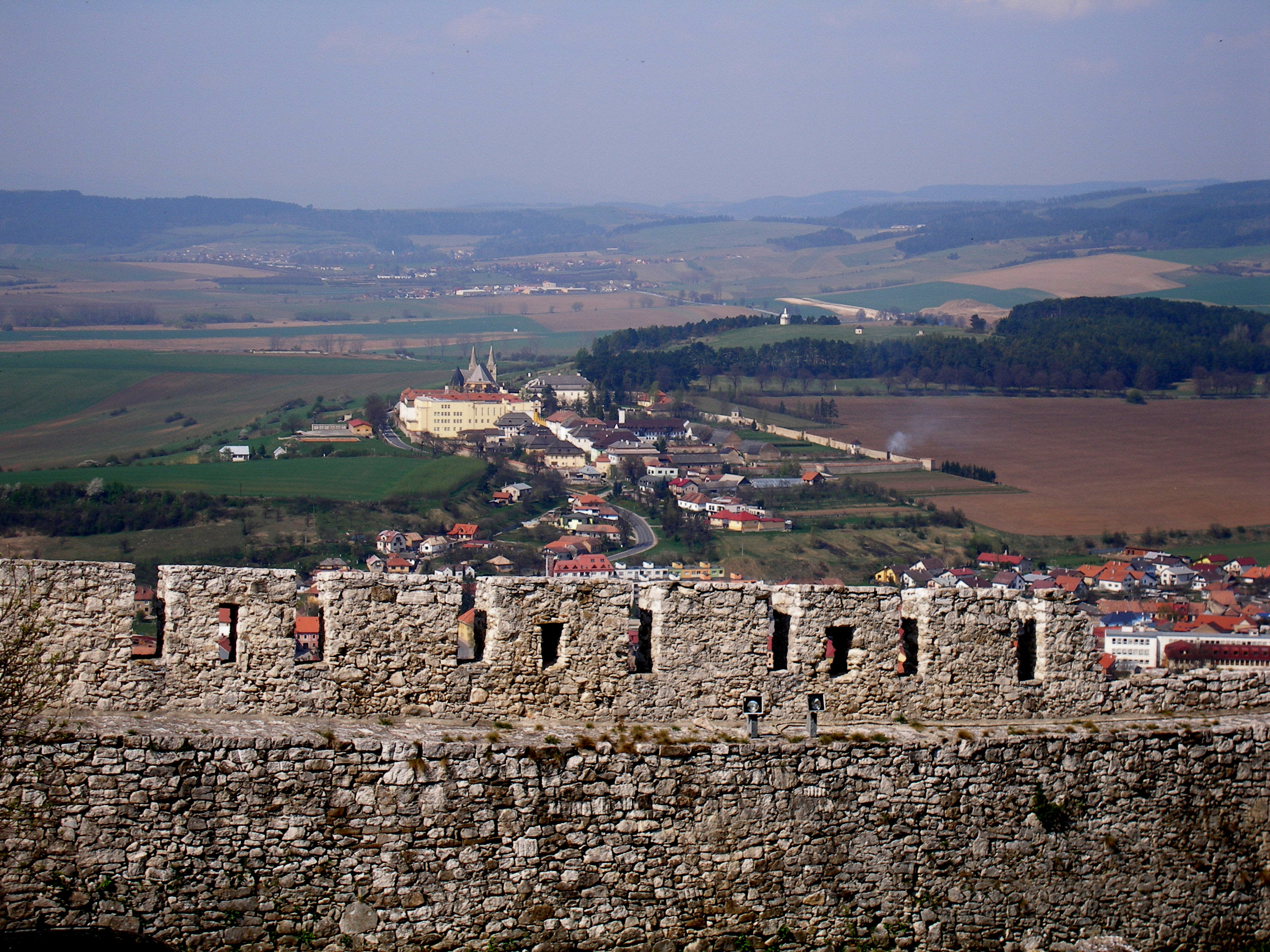
Nhìn từ lâu đài Spiš
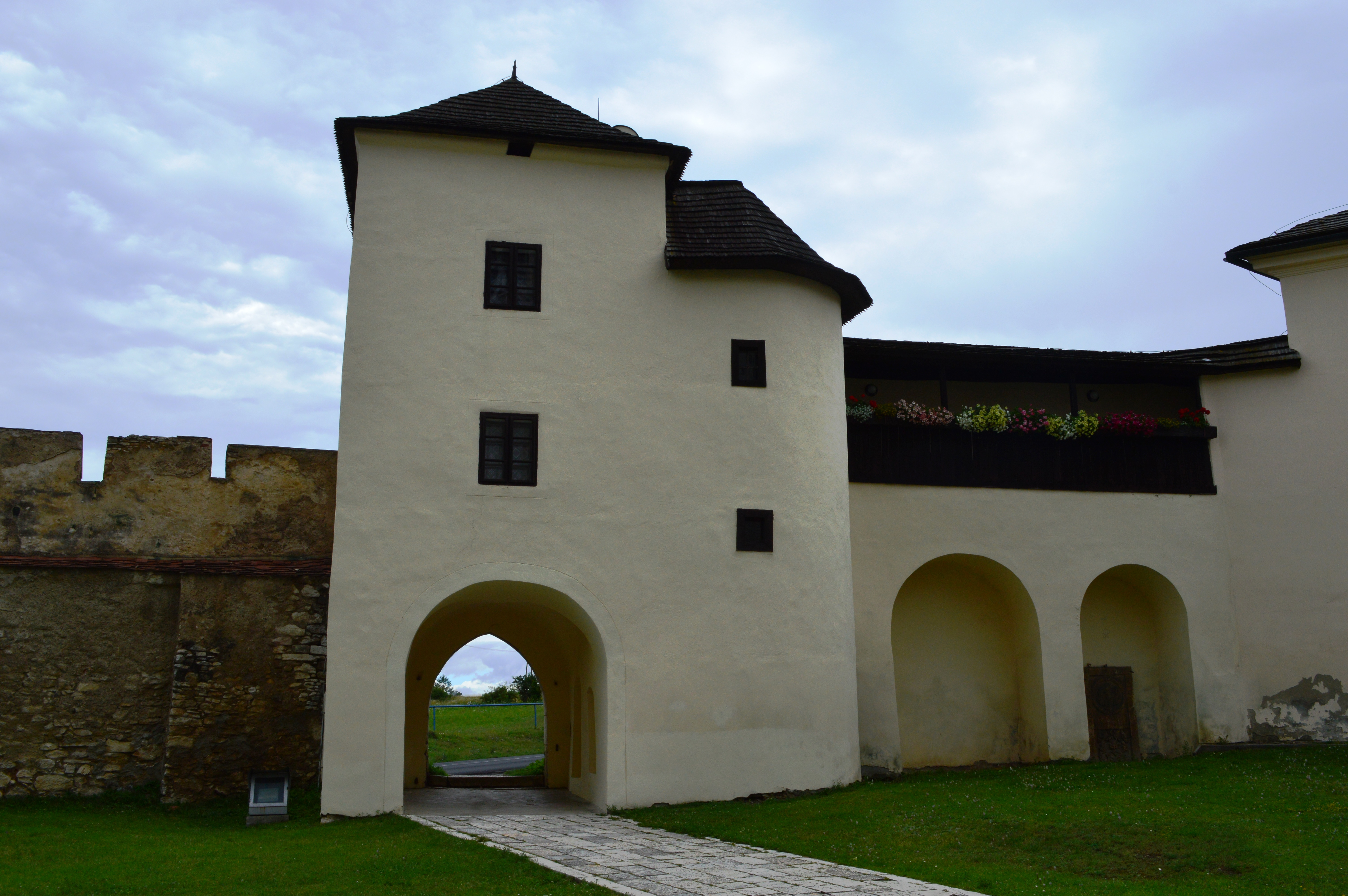
Spišská Kapitula - cổng
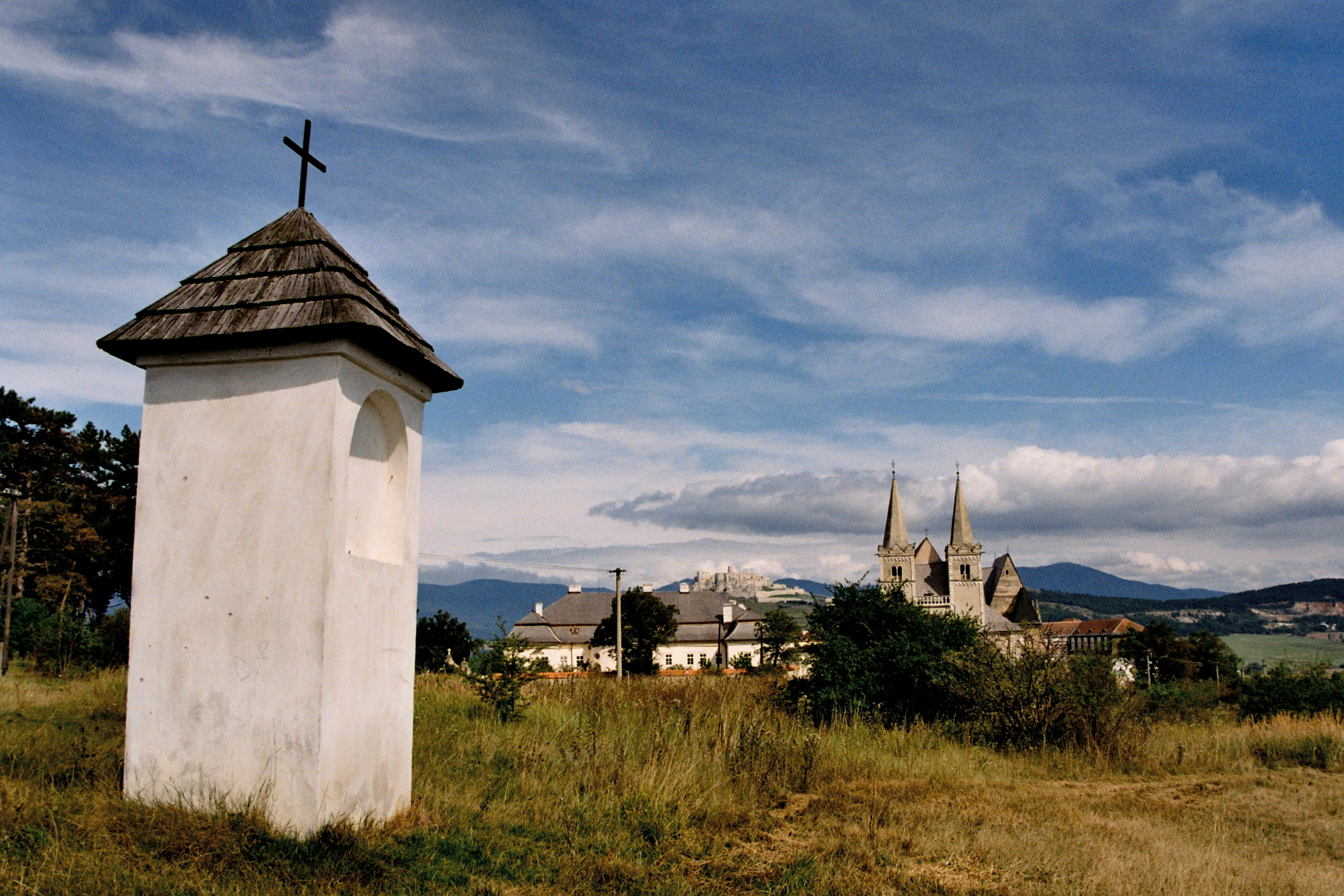
Spišská Kapitula
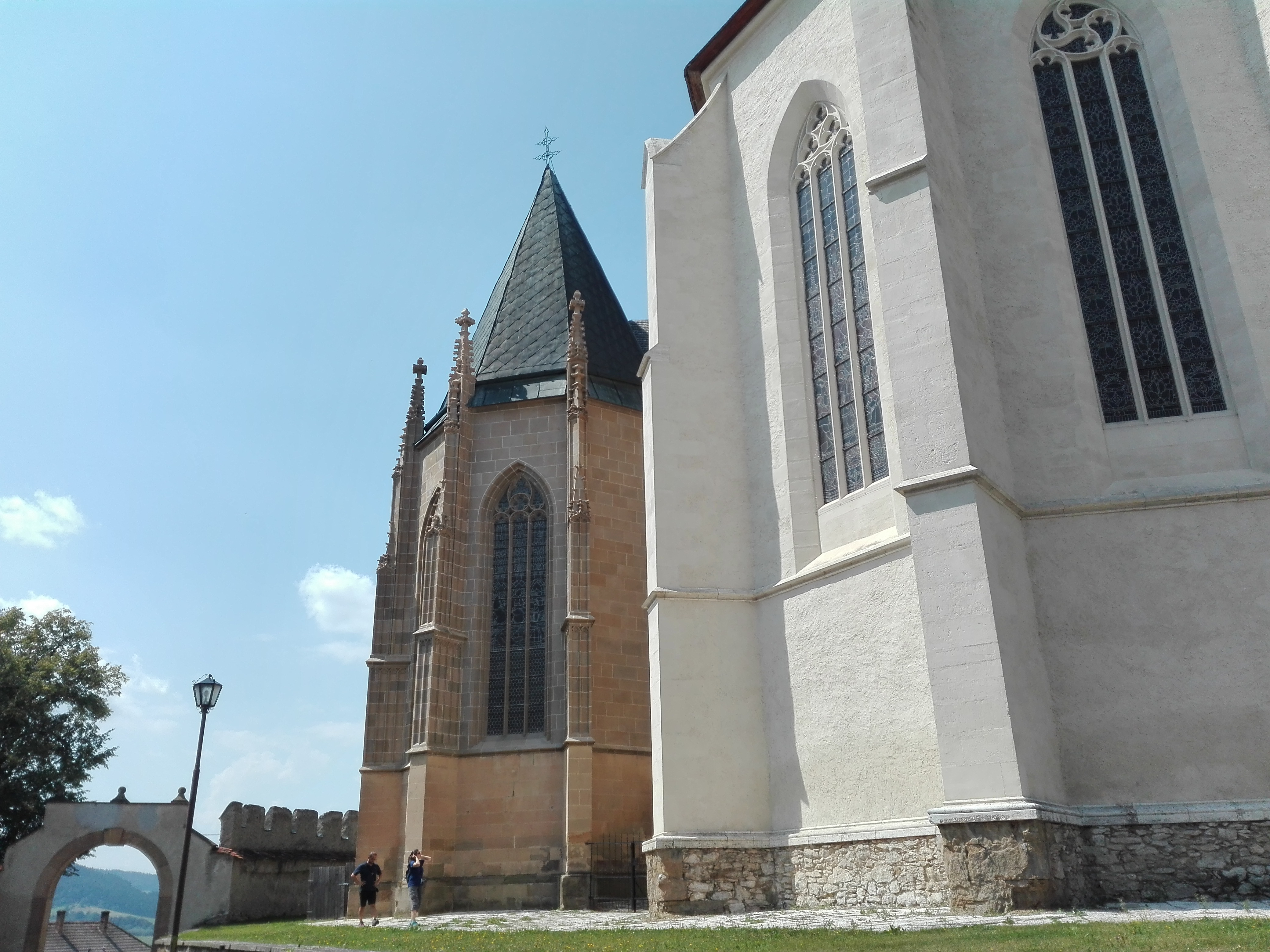
Spišská Kapitula
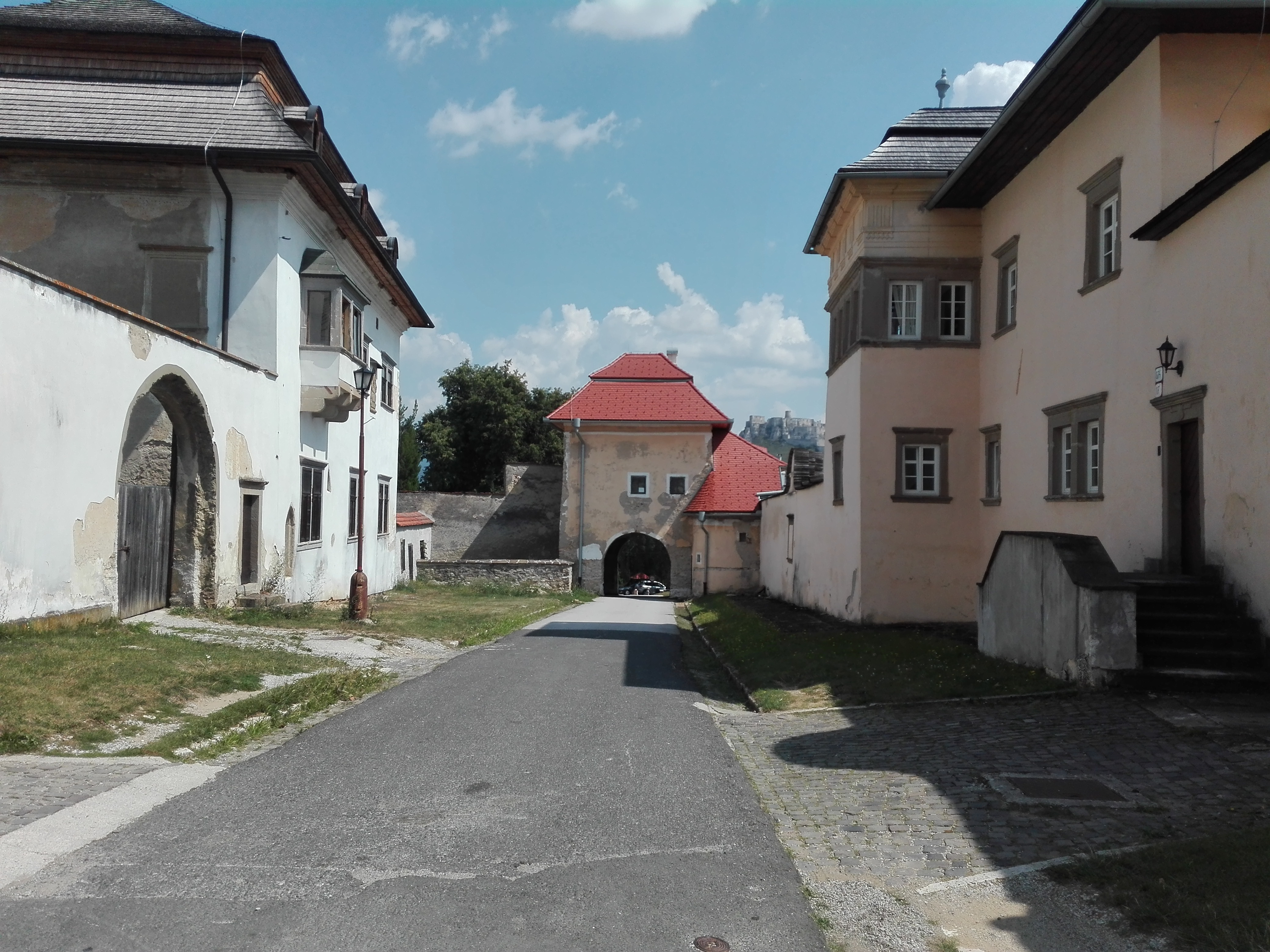
Spišská Kapitula - phố chính
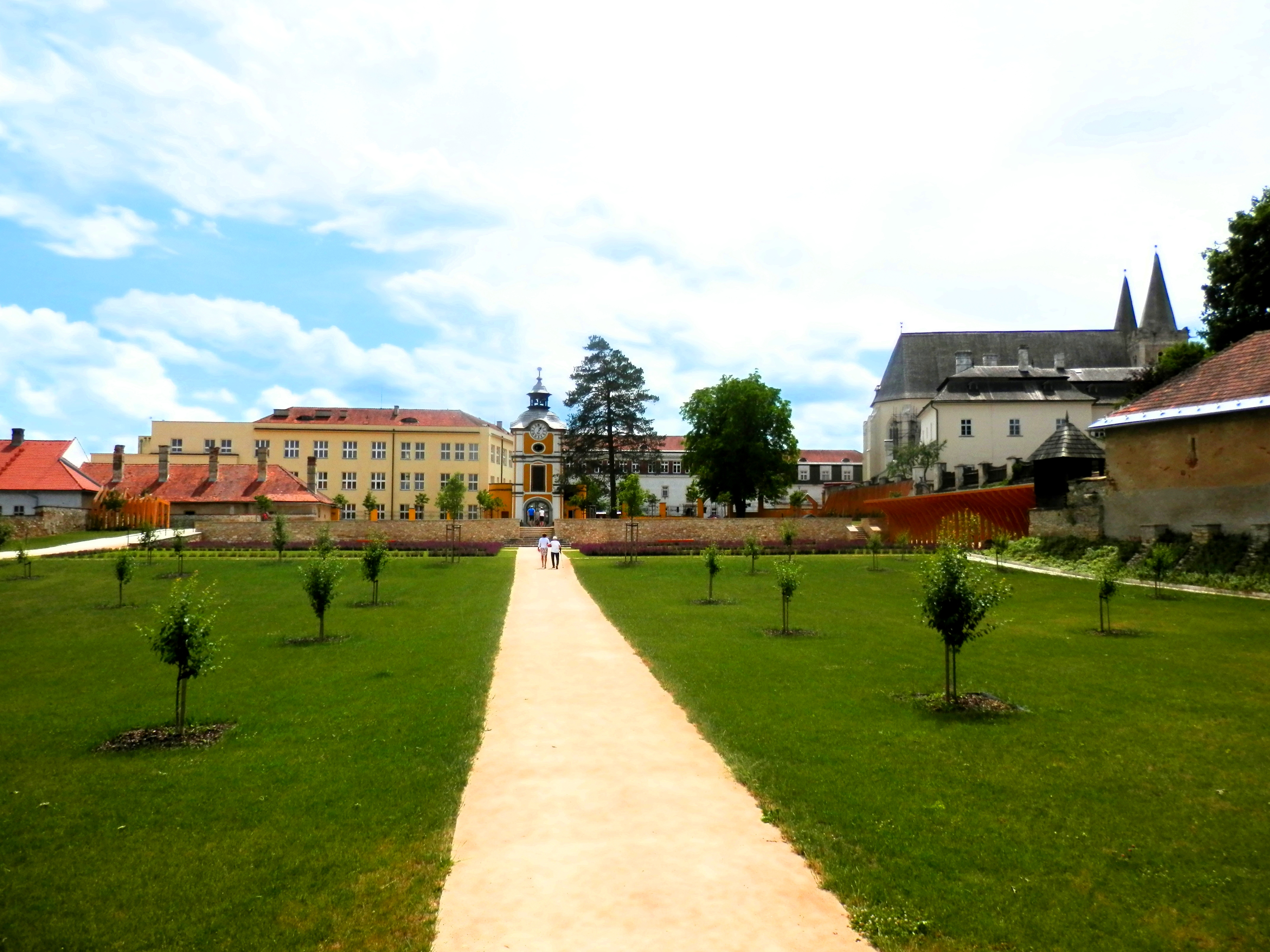
Khu vườn giám mục